# Open Handset Alliance

Logo de Open Handset Alliance

Pour les articles homonymes, voir OHA.
L'Open Handset Alliance (abrégé OHA) est un consortium de plusieurs entreprises dont le but est de développer des normes ouvertes pour les appareils de téléphonie mobile.
Le consortium a été créé le 5 novembre 2007 à l'initiative de Google qui a su fédérer autour de lui 34 compagnies (En 2008. Voir le lien sur les membres actuels). On note ainsi la présence d'opérateurs comme NTT DoCoMo, Sprint Nextel, Telecom Italia ou Bouygues Telecom. Des équipementiers tels que Samsung Electronics, Motorola Mobility ou LG Electronics. Des semi-conducteurs comme Intel ou Nvidia. Et enfin des incontournables de l'Internet dont eBay. On remarquera quelques grands absents dont Nokia. Et pour cause, le numéro 1 de la téléphonie mobile possédait Symbian, abandonné au profit de Windows Phone. Cependant Nokia ne s'interdit pas d'entrer un jour dans le consortium. En 2013, Nokia a produit une gamme baptisée Nokia X qui tourne sur un fork d'Android.

## Membres de l'alliance
| Opérateurs de téléphonie mobile | Fabricants de Semi-conducteurs | Fabricants d'appareils | Logiciel | Commercialisation                                                                             |
| --- | --- | --- | --- | --------------------------------------------------------------------------------------------- |
| - China Mobile - China Telecom - KDDI - NTT DoCoMo - Softbank Mobile - Vodafone - Sprint Nextel - T-Mobile - Bouygues Telecom - Telecom Italia - Telefónica - Telus | - Audience - AKM - ARM - Atheros Communications - Ericsson - Broadcom Corporation - Intel - Marvell Technology Group - NVIDIA Corporation - Qualcomm - SiRF Technology Holdings - Synaptics - ST-Ericsson - Texas Instruments | - Asus - Alcatel - Acer - CompalComm - Dell - FIH - Fujitsu - Garmin - Haier Mobile - HTC - Huawei - Kyocera - Lenovo - LG Electronics - Motorola Mobility - NEC - NXP Semiconductors - Oppo - Pantech - Samsung Electronics - Sharp - Sony Mobile Communications - Toshiba - ZTE | - Ascender Corporation - eBay - Esmertec - Google - Gemalto - LivingImage - NMS Communications - Nuance Communications - PacketVideo - SkyPop - SONiVOX | - Aplix - Borqs - Teleca AB - Noser Engineering - The Astonishing Tribe - Wind River - Teleca |

## Concurrence
D'autres acteurs proposent des systèmes d'exploitation concurrents. On retrouve Apple, qui a développé iOS pour ses iPhone et iPad. Samsung, même si l'entreprise coréenne fournit une grande part de ses mobiles sous Android, avait développé puis a abandonné Bada qui était propriétaire. Microsoft, après avoir proposé Windows Mobile, a développé Windows Phone 8 puis Windows 10 Mobile, abandonnés en  2017. BlackBerry n'est pas non plus partenaire vu qu'il développait Blackberry OS jusqu'en 2016. HP a arrêté la vente de ses produits sous webOS et l'a mis en mode open source, avec peu de moyens. Il existe également plusieurs forks d'Android, comme Réplicant, qui ne garde la compatibilité qu'avec la partie Open Source d'Android ou encore Yun OS.
Enfin, il y avait trois autres concurrents qui étaient ou sont en cours de développement et sous licence libre : Tizen/Mer, Firefox OS (abandonné en 2016, mais devenu KaiOS) et Ubuntu Touch.